# Dragør

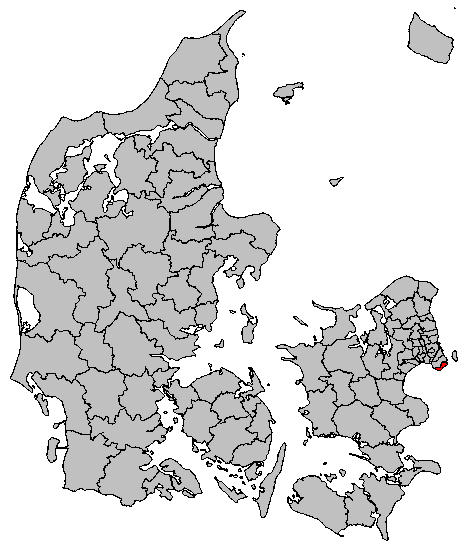

Dragør – miasto w Danii, siedziba gminy Dragør, 11 182 mieszkańców.
W pobliżu miasta znajduje się ośrodek dla azylantów – Centrum Kongelunden.
Przed otwarciem w 2000 roku mostu nad Sundem przez miejscowość biegła trasa europejska E20 oraz funkcjonowała przeprawa promowa do Klagshamn, dzielnicy Malmö.